# Andrés López Muñoz
Andrés López Muñoz (Cantillana, 1819 - Cazalla de la Sierra, 6 de novembre de 1849) va ser un bandoler andalús del segle xix. El personatge s'identifica amb diversos noms com El barquero, El barquero de Cantillana, Andrés Francisco López Jiménez, Francisco Antonio Jiménez Ledesma (el pseudònim de Francisco pot ser Curro), així com és identificat amb el bandoler de ficció Curro Jiménez.

## Biografia
Nascut el 1819 a Cantillana (província de Sevilla), va ser fill d'un barquer que portava passatgers pel Guadalquivir des de Cantillana fins a Sevilla. Trobant-se el pare gran i dèbil, va haver de deixar l'ocupació de barquer i el fill, amb 17 anys, feia de jornaler al camp per ajudar econòmicament a la família. En morir el pare, l'alcalde va donar el treball de barquer a una altra persona i no al fill, cosa que va enemistar l'alcalde i Andrés i va fer que ningú al poble li oferís feina per por d'enemistar-se amb l'alcalde.
Als 18 anys manté una relació amb la promesa d'Enrique, fill de l'alcalde, raó per la qual va rebre una pallissa d'Enrique i de dos cosins seus i, per la influència de l'alcalde, els agressors van ser absolts judicialment. Després d'això, va anar a casa de l'alcalde i va matar a navallades Enrique i els dos cosins, i va fugir a la muntanya, convertint-se en bandoler. El bandoler, segons la llegenda de la zona, robava als rics en els camins per al propi sustent i de la seva banda, i per repartir els guanys als pobres; no obstant, la realitat era molt més prosaica, ja que realment eren personatges amb vides convulses i fora de la llei. Cap al 1842 comença la seva vida fora de la llei, i el 1844 es crea la Guàrdia Civil, que dificultarà l'expansió d'aquesta manera de vida.
A Cantillana, acompanyat de la seva banda, va calar foc al mas on l'alcalde emmagatzemava la collita de l'any. L'alcalde va organitzar els regidors d'altres municipis per crear una partida d'escopeters per eliminar-lo. Posteriorment es va enamorar d'Amparo, filla de l'alcalde de La Algaba, i es van estar veient fins que, en saber-ho l'alcalde, ella va marxar amb ell al Cortijo de Las Cañas, que era cau de la banda, per més tard anar a Burguillos, a la casa de Dolores Muro, parienta del padrí d'Amparo. L'alcalde de La Algaba crearia una partida per eliminar-lo, que tampoc tindria èxit, i finalment l'alcalde de La Algaba va ser penjat d'una olivera per la banda de bandolers. Si bé la història d'aquest bandoler barreja la llegenda romàntica amb la realitat, en estudis històrics va quedar acreditat que aquest fet se li imputava.
La seva activitat com a bandoler tenia, entre altres tasques, l'assalt a diligències i carruatges que anaven de Sevilla a Huelva.
Es va amagar a sierra de Cazalla i va decidir fer una visita a la venta d'un amic. Delatat en aquest lloc per un rodamón per la recompensa oferta per la seva captura, va haver de fugir fins que finalment va haver d'enfrontar-se a la Guàrdia Civil vora d'una ermita als afores de Posadas. Va ser abatut per la Guàrdia Civil el 6 de novembre de 1849.
Es troba enterrat a la Parròquia de Santa María las Flores de Posadas, sota una làpida sense nom.

## Fama
Els fets que va protagonitzar en vida li van convertir en un famós bandoler en el seu temps. La seva vida va inspirar la sèrie Curro Jiménez de Televisió Espanyola, ficció sobre el bandolerisme vuitcentista de gran èxit en l'Espanya de la Transició. De fet, actualment és possible trobar bars a Cantillana que, aprofitant la fama de la sèrie, ofereixen un plat conegut com a revuelto al Curro Jiménez, consistent en espàrrecs saltejats amb ous.